# Melodi Grand Prix Nordic
Melodi Grand Prix Nordic (kortweg MGP Nordic) was een Scandinavische liedjeswedstrijd voor kinderen van 8 tot 15 jaar. Er namen jaarlijks vier landen deel: Denemarken, Finland, Noorwegen en Zweden, telkens met meerdere liedjes.

## Geschiedenis
Het concept ontstond in Denemarken, waar in 2000 en 2001 de De unges melodi grand prix werd gehouden. In 2002 werd het festival uitgebreid met Noorwegen en Zweden. Sindsdien mocht elk land met drie liedjes deelnemen. Finland kwam er in 2007 als laatste bij. Het aantal liedjes per land werd gereduceerd tot twee, waardoor er elk jaar acht liedjes zijn. Elk land moet in zijn eigen taal deelnemen.
In 2003 werd het concept opgepikt door de EBU. In datzelfde jaar werd het eerste Junior Eurovisiesongfestival gehouden. Denemarken, Noorwegen en Zweden namen ook deel, waarna de Melodi Grand Prix Nordic ophield te bestaan. In 2006 echter trokken de drie landen zich terug uit het festival, waarna ze de Melodi Grand Prix Nordic heropstartten. De rest van Europa ging verder met het Junior Eurovisiesongfestival. Zweden keerde later echter wel terug op het Junior Eurovisiesongfestival, omdat de commerciële zender TV4 het stokje van SVT overnam.
Na de editie van 2009 stopte het evenement. De Deense omroep DR wilde namelijk de behoefte voor een Deense deelname aan het festival herzien en besloot daarom niet mee te doen in 2010. Ook Zweden liet het afweten aangezien de omroep SVT weer deelnam aan het Junior Eurovisiesongfestival. Sinds deze gebeurtenissen heeft het festival niet meer plaatsgevonden. 
De deelnemende omroepen waren DR, NRK, SVT en YLE, weliswaar via haar Zweedstalige zender FST5.

## Deelnemende landen
| Land       | 2002 | 2006 | 2007 | 2008 | 2009 |
| Denemarken |      |      |      |      |      |
| Finland    |      |      |      |      |      |
| Noorwegen  |      |      |      |      |      |
| Zweden     |      |      |      |      |      |

## Winnaars
| Jaar | Winnende land | Taal             | Artiest         | Lied            | Landen | Datum            | Locatie              | Plaats     |
| ---- | ------------- | ---------------- | --------------- | --------------- | ------ | ---------------- | -------------------- | ---------- |
| 2002 | Denemarken    | Deens            | Razz            | Kickflipper     | 3      | 27 april 2002    | Forum København      | Kopenhagen |
| 2006 | Denemarken    | Deens            | SEB             | Tro på os to    | 3      | 25 november 2006 | SVT Broadcast Centre | Stockholm  |
| 2007 | Noorwegen     | Noors            | Celine Helgemo  | Bæstevænna      | 4      | 24 november 2007 | Oslo Spektrum        | Oslo       |
| 2008 | Noorwegen     | Noors en Samisch | The BlackSheeps | Oro jaska beana | 4      | 29 november 2008 | Musikhuset           | Aarhus     |
| 2009 | Zweden        | Zweeds           | Ulrik           | En vanlig dag   | 4      | 28 november 2009 | SVT Broadcast Centre | Stockholm  |

## Statistieken
Hieronder volgt een lijst van toptnegennoteringen van alle deelnemende landen. Landen in het grijs vermeld doen niet meer mee.
| Nr. | Land       | 1ste | 2de | 3de | 4de | 5de | 6de | 7de | 8ste | 9de | Totaal |
| --- | ---------- | ---- | --- | --- | --- | --- | --- | --- | ---- | --- | ------ |
| 1   | Denemarken | 2    | 2   | 1   | 2   | -   | -   | -   | -    | -   | 7      |
| 2   | Noorwegen  | 2    | -   | 3   | -   | -   | -   | 1   | -    | 1   | 7      |
| 3   | Zweden     | 1    | 3   | 1   | -   | -   | 1   | -   | 1    | -   | 7      |
| 4   | Finland    | -    | -   | 1   | 2   | -   | -   | -   | -    | -   | 3      |